# Салют (гостиница, Киев)
«Салют» — трёхзвездочная 7-этажная гостиница в Киеве на 100 номеров (90 одноместных и 10 двухкомнатных «люксов»), построенная в 1984 году по проекту архитектора А. Милецкого. 
Гостиница расположена на холме правобережья реки Днепр, в Печерском районе города, на площади «Славы» рядом с парком и недалеко от Киево-Печерской Лавры.